# Бейсбол Граунд
«Бейсбол Граунд» (англ. Baseball Ground) — бывший стадион в английском городе Дерби. Изначально использовался как бейсбольное поле местной команды в 1890-х годах, позже стал домашней ареной футбольного клуба «Дерби Каунти» и являлся ею до 1997 года. Резервные и юношеские команды клуба играли здесь вплоть до закрытия стадиона в 2003 году.

## История
Как следует из названия, стадион изначально использовался для игры в бейсбол. Первоначально назывался «Ley’s Baseball Ground» и был частью спортивного комплекса Ley’s Recreation Ground, построенного бизнесменом Фрэнсисом Ли для рабочих его литейного завода Ley’s Malleable Castings Vulcan Ironworks. Стадион был центральной частью комплекса и был частью проекта Ли по продвижению бейсбола в Великобритании.
Стадион являлся домашней ареной бейсбольной команды «Дерби Каунти». Клуб в 1890 году принимал участие в чемпионате Национальной бейсбольной лиги, однако был удалён из состава лиги за излишне большое количество американских игроков в составе. Несмотря на это, сам клуб просуществовал до 1898 года.
Футбольный клуб «Дерби Каунти» был создан в 1884 году как ответвление крикетного клуба «Дербишир Каунти». Домашние матчи команда проводила на стадионе «Дерби Каунти Крикет Граунд», располагавшемся в центре ипподрома. Футболисты иногда проводили свои поединки на «Бейсбол Граунде», когда крикетное поле было занято более приоритетными скачками. Так как бейсбольный клуб находился в упадке, футболисты сделали бейсбольное поле своим постоянным «домом» в 1895 году. Территория стадиона стала собственностью клуба в 1924 году, когда она была приобретена у наследников Ли за 10 000 фунтов стерлингов.
В лучшие годы стадион мог вместить до 42 000 зрителей. Рекордная посещаемость была зафиксирована в 1969 году, когда за матчем против «Тоттенхэм Хотспур» наблюдали 41 826 человек. Это было связано с началом самой успешной для клуба эры, продлившейся 10 лет.
В 1980-е годы посещаемость сократилась в связи с упавшим уровнем игры. Клуб выбыл сначала во Второй, а затем и в Третий дивизион. В 70-80-е годы между полем и трибунами располагались ограждения. После катастрофы на Хиллсборо, количество полицейских на стадионе было значительно увеличено.

### Закрытие
Основная команда «Дерби Каунти» играла здесь до 1997 года, когда переехала на «Прайд Парк». Впервые о строительстве нового стадиона заговорили летом 1993 года, однако проблемы привели к тому, что проект был заморожен. Основной причиной являлась малая вместимость, не удовлетворявшая амбициям клуба. Планировалось реконструировать «Бейсбол Граунд» и расширить его до 26 000 зрительных мест.
Однако планы были отменены в 1996 году и новым местом для клуба был выбран «Прайд Парк». Строительные работы начались в том же году и были завершены к сезону 1997/98. Также отмечалось, что резервные и юношеские команды как минимум ещё несколько лет будут использовать старый стадион.
В конце 2003 года, спустя несколько месяцев после последней игры, стадион был окончательно снесён, а территория отошла под жилой массив. На территории бывшего спортивного объекта построено около 150 новых домов, а в 2010 году установлена памятная статуя высотой 15 футов и с силуэтами трёх футболистов.